# Halictus balearicus
Halictus balearicus är en biart som beskrevs av Pérez 1903. Halictus balearicus ingår i släktet bandbin, och familjen vägbin. Inga underarter finns listade i Catalogue of Life.